# Babel (film)
Babel is een dramafilm uit 2006 onder regie van Alejandro González Iñárritu en geschreven door Guillermo Arriaga. De productie werd genomineerd voor zeven Oscars, waarvan het die voor de filmmuziek van Gustavo Santaolalla daadwerkelijk won. Babel won daarnaast meer dan 35 andere prijzen, waaronder een BAFTA Award, een Satellite Award (beide voor Santaolalla), een Golden Globe voor beste film, een National Board of Review Award voor beste doorbraak (Rinko Kikuchi)  en verschillende bekroningen op het Filmfestival van Cannes 2006.
Voor regisseur Iñárritu was Babel de derde film waarin hij verschillende afzonderlijke verhaallijnen door elkaar heen laat lopen die met elkaar in verband blijken te staan, na Amores perros (2000) en 21 Grams (2003).

## Verhaal

### Verhaallijn 1 - Marokko
In de als eerste geïntroduceerde verhaallijn verkoopt de arme Marokkaanse woestijnbewoner Hassan Ibrahim (Abdelkader Bara) voor 500 dirham en een geit een geweer aan geitenhoeder Abdullah Adboum (Mustapha Rachidi). Die geeft deze aan zijn het best schietende zoontje Yussuf (Boubker Ait El Caid) om jakhalzen te doden die hun kudde bedreigen. Dit zorgt voor jaloezie bij Yussufs broer Ahmed (Said Tarchani). Die was al ontstemd omdat hun zusje Zohra (Wahiba Sahmi) Yussuf laat gluren als ze een bad neemt. Volgens Ibrahim zou het geweer tot op drie kilometer afstand doel kunnen treffen. Dit lijkt Ahmed stug, waardoor hij Yussuf uitdaagt op een bus te schieten die in de verte op een weg rijdt. Wanneer die daadwerkelijk schiet, lijkt er in eerste instantie niets te gebeuren, maar na nog enkele tientallen meters, stopt de bus.

### Verhaallijn 2 - Verenigde Staten & Mexico
De tweede opgevoerde verhaallijn speelt zich in eerste instantie af in het Amerikaanse San Diego. Daar werkt de Mexicaanse Amelia (Adriana Barraza) als kinderverzorgster in het huis van een Amerikaans stel, dat haar sinds de geboorte van hun kinderen Mike (Nathan Gamble) en Debbie (Elle Fanning) in dienst heeft. Amelia wordt door de vader gebeld vanuit het buitenland met de mededeling dat ze die hele dag moet blijven en dat dit niet anders kan. Alleen gaat Amelia's zoon Luis (Robert 'Bernie' Esquivel) die dag trouwen en dat wil ze niet missen. Na geprobeerd te hebben de kinderen een avondje ergens anders onder te brengen, besluit ze Mike en Debbie dan maar mee te nemen naar de bruiloft in Mexico. Samen met de kinderen stapt ze in bij haar neef Santiago (Gael García Bernal) die hen naar de trouwpartij rijdt. Als ze willen terugrijden krijgen ze enkele problemen aan de grens. Haar neef rijdt door zonder hen, zij verdwalen in de woestijn en worden later opgepakt door de lokale politie.

### Verhaallijn 3 - Marokko 2
Het Amerikaanse echtpaar Richard (Brad Pitt) en Susan Jones (Cate Blanchett) maken samen een georganiseerde reis door de woestijn van Marokko. Ze zijn daar niet zozeer voor hun plezier, maar om een persoonlijk drama te verwerken. Ze hopen zo weer nader tot elkaar te komen. Hun zoontje Sam is onlangs als baby gestorven aan wiegendood. Beide ouders weten niet goed waar ze met hun verdriet en verwijten heen moeten. Terwijl ze samen met andere toeristen rondrijden in een toerbus, voelt Susan plotseling een steek in haar nek. Richard kijkt en ziet een kogelgaatje in het raam zitten waar zij tegenaan leunde. De kogel is door het glas haar nek ingegaan. In paniek schreeuwt hij het uit en de chauffeur zet de bus stil. Ze gaan op zoek naar hulp en een manier om een dokter te laten komen. Ze zitten alleen in een erg primitief plaatsje, waar de bevolking haar uiterste best doet voor de gewonde Susan, maar niet veel middelen tot haar beschikking heeft. In afwachting van de enige ambulance in de omtrek, ziet de lokale dierenarts zich genoodzaakt om de wond in Susans nek op geïmproviseerde wijze te hechten, om te voorkomen dat ze doodbloedt. Wanneer Richard de beschikking krijgt tot een telefoon, belt hij naar hun huis in San Diego. Daar zorgt de Mexicaanse Amelia voor hun andere twee kinderen, Mike en Debbie. Over de telefoon krijgt zij het slechte nieuws te horen en de mededeling dat Richard in grote onzekerheid zit over wat er komen gaat.

### Verhaallijn 4 - Japan
In Japan probeert de dove Chieko Wataya (Rinko Kikuchi) wat plezier in haar leven te hebben. Sinds het overlijden van haar moeder, vormt ze een huishouden met haar vader Yasujiro (Koji Yakusho). Die is vanwege zaken zelden thuis en ondanks de grote rijkdom waarin ze leeft, is Chieko ongelukkig door haar eenzaamheid. Ze heeft een paar goede vriendinnen, maar voelt zich door de rest van de wereld vreemd aangekeken vanwege haar doofheid. Ze wil dolgraag een vriendje, maar krijgt het maar niet voor elkaar iemand te versieren, hoe ze ook hoopt en probeert. Vaak komt dit voornamelijk door de onbeholpen manier waarop ze zich aan de voeten van een jongen of man werpt. Niettemin interpreteert zij de afwijzingen als bevestiging van haar ingebeelde monsterlijkheid. Dat haar eveneens dove vriendin versierd wordt door de coole Haruki (Nobushige Suematsu) wijst anders uit, alleen ziet Chieko dit niet in. Wanneer op een dag een politieagent komt informeren naar haar vader, bedenkt zij van alles om die op een dwaalspoor te zetten. Chieko is bang dat de agent komt om de dood van haar moeder opnieuw te onderzoeken en is bang dat ook haar vader nog van haar zal worden afgepakt. De agent komt alleen voor iets anders. In Marokko is een Amerikaanse toeriste neergeschoten met een kogel afkomstig uit een geweer dat op naam staat van Yasujiro Wataya. Hij is daar ooit geweest op een jachtreisje. Hij was toen zo tevreden over zijn gids Hassan Ibrahim, dat hij die zijn geweer na afloop cadeau deed. De agent wil enkel verifiëren of dit inderdaad een gift betrof en daarmee of Ibrahims verklaring waar is.